# Antoine Pevsner
Pour les articles homonymes, voir Pevsner.
Antoine Pevsner (en russe : Антон Абрамович Певзнер, Anton Abramovitch Pevsner ; né le 18 janvier 1884 à Orel en Russie et mort le 12 avril 1962 dans le 17e arrondissement de Paris) est un sculpteur, un peintre et un artiste constructiviste russe. Il était le frère de Naum Gabo.

## Biographie
De 1902 à 1910, Antoine Pevsner fréquente l'École d'art de Kiev et l'académie impériale des arts de Saint-Pétersbourg. Entre 1911 et 1913, il fait la connaissance à Paris d'Alexandre Archipenko et d'Amedeo Modigliani.
Avec son frère, il publie à Moscou le Manifeste réaliste, en 1920.
En 1931, il est membre fondateur avec Theo van Doesburg, Naum Gabo, Auguste Herbin et Georges Vantongerloo du mouvement artistique Abstraction-Création à Paris.
Il participe en 1955 à la documenta1 (première grande exposition d'Art moderne en Allemagne, après-guerre) à Cassel, puis à la deuxième édition de celle-ci, documenta2 en 1959. Il a aussi réalisé une œuvre assez célèbre : Libération de l'esprit.
Antoine Pevsner est enterré au cimetière russe de Sainte-Geneviève-des-Bois.

## Littérature
- Doina Lemny, Antoine Pevsner dans les collections du Centre Georges-Pompidou Musée national d'art moderne, 2001  (ISBN 2-84426-095-0).
- Pierre Brullé et Élisabeth Lebon, Antoine Pevsner, catalogue raisonné de l'œuvre sculpté, Association Les Amis d'Antoine Pevsner, galerie-éditions Pierre Brullé, Paris, 2002.

## Philatélie
En hommage à Pevsner, un timbre d'une valeur faciale de 5 F reproduisant l'une de ses œuvres est émis par les Postes françaises en 1987.

## Galerie

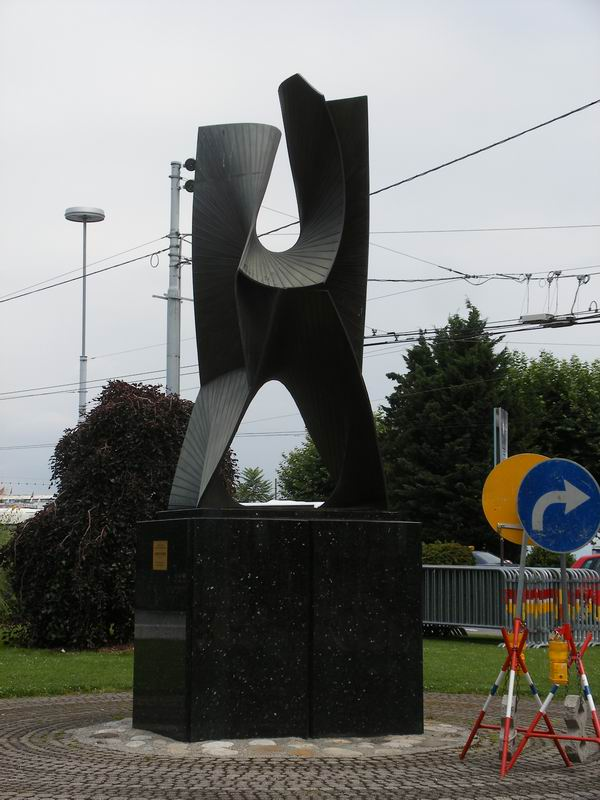
"Construction spatiale aux troisieme et quatrieme dimensions" , Genêve, Suisse
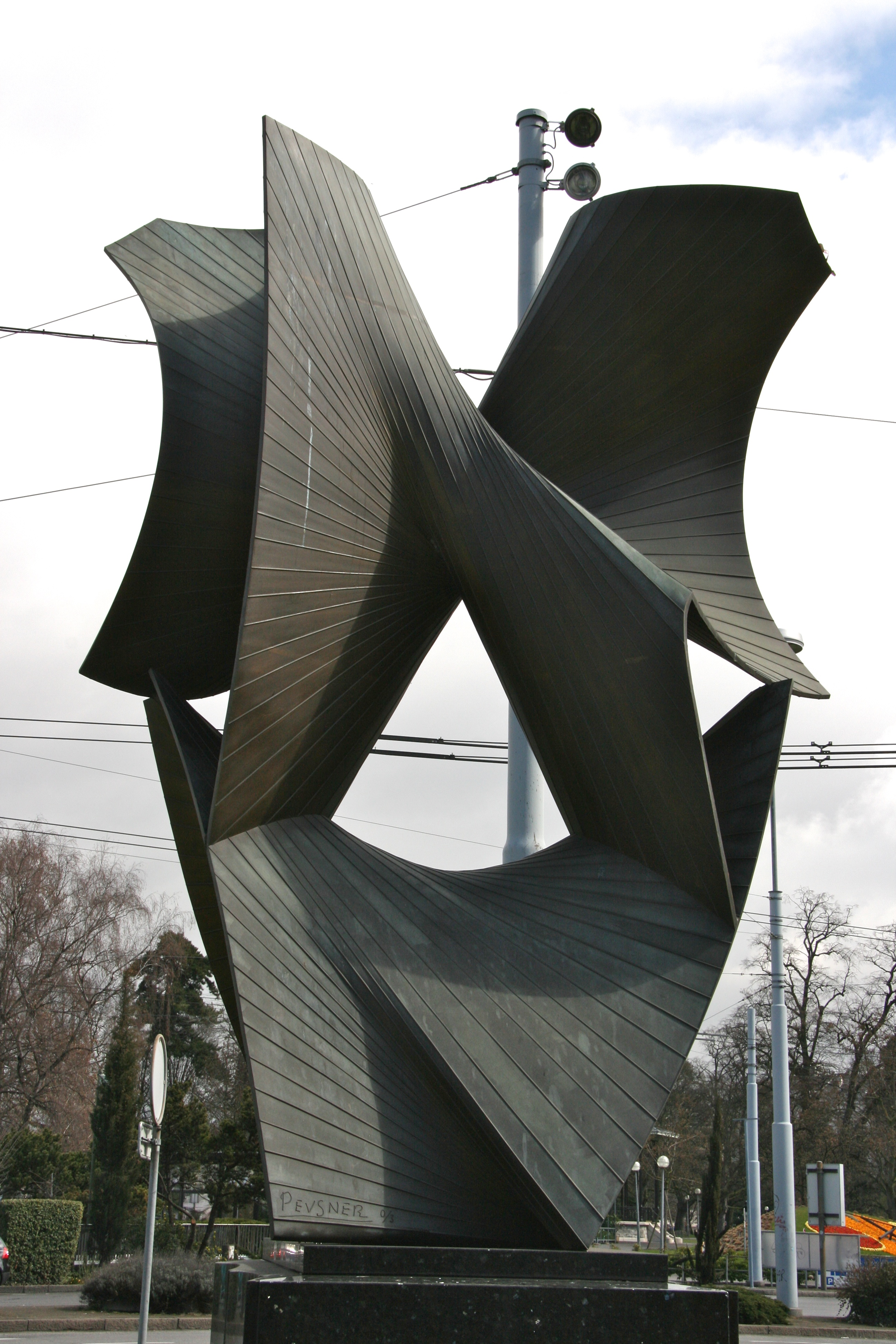
Sculpture à Genêve

## Décorations
- Chevalier de la Légion d'honneur[1]